# Хребты Уаитакере
Хребты Уаитакере (англ. Waitākere Ranges, маори Te Wao Nui o Tiriwa) — цепь горных гряд в регионе Западного Окленда, Новая Зеландия, проходящая примерно на 25 километров с севера на юг и расположенная в 25 километрах от центра Окленда. Эти горы, также несущие маорийское имя Те Вао Нуи о Тирива, занимают территорию в 27 720 гектаров, которая включает как общественные, так и частные земли. Регион имеет высокую значимость на различных уровнях — от местного до национального. Горные гряды являются частью регионального парка Хребты Уаитакере (англ. Waitākere Ranges Regional Park).
В связи с распространением неизлечимой болезни деревьев каури большая часть хребтов Уаитакере была закрыта с 2018 года на неопределённое время. На сегодняшний день лечения от этого заболевания не существует, и многие тропы закрыты на постоянной основе, их будущее неопределенно.

## Этимология
Англоязычное название Wai-tākere произошло от скалы, расположенной в заливе Уаитакере рядом с пляжем Те Хенга (также Бетеллс). На языке маори название «Те Вао Нуи о Тирива» (с маори — «Великий лес Тирива») относится ко всем лесным массивам к югу от Муривай и порта Кайпара до порта Манукау. Топоним «Хикуранги» (маори Hikurangi) относится к центральному и западному хребтам Уаитакере, расположенным к югу от реки Уаитакере.

## Геология
Горный массив хребтов Уаитакере образовался из древних вулканических конгломератов и потоков лавы, устойчивых к эрозии, возникших 12-25 миллионов лет назад в результате извержений большого вулкана Уаитакере. Сами горы и прилегающая территория на юг от Муривай являются восточными склонами этого вулкана, поднявшимися со дна Тасманова моря от 3 до 5 миллионов лет назад. Геологическую основу массива составляют такие формации, как Пиха и Нихотупу, представляющие собой вулканические и морские конгломераты. К таким же вулканическим образованиям относятся Карекаре, скала Те Тока-Тапу-а-Купе, и Пукематекео, представляющие собой остатки вулканических жерл и затвердевших вулканических пробок.